# Harry Schein
Harry Leo Schein, född 13 oktober 1924 i Wien, Österrike, död 11 februari 2006 i Danderyd, Stockholms län, var en svensk företagsledare, författare och debattör, samt även kemiingenjör och innovatör. Han var en nyckelperson vid grundandet av Svenska Filminstitutet och var dess första vd. Han hade också vd-posten på Investeringsbanken en period. Harry Schein hade också flera andra nyckelpositioner inom film, press och etermedia. 

## Biografi

### Tidiga år
Schein växte upp i en borgerlig miljö på Untere Weissgerberstrasse i det tredje stadsdelsområdet (3. Bezirk) i Wien. Fadern Chaim Marcel Schein (1881-1936) drev en speditionsfirma. Schein kom ensam som barn 1939 från Österrike till Sverige med en Kindertransport genom den kvot som Judiska församlingen i Stockholm (Mosaiska församlingen) hade. Hans ensamstående polskfödda mor, Ida Langbank Schein (född Garfein, 1884-1942) ville rädda sonen undan judeförföljelser. Hon gifte om sig efter makens död 1936. Under andra världskriget fördes hon bort med sin familj och mördades i förintelsen. En syster till Harry Schein utvandrade till USA.
Den unge Schein arbetade först som lantarbetare i Småland men flyttade sedan till Stockholm, där han började på apotek och samtidigt läste på kvällstid på Stockholms Tekniska Institut. Som 18-åring var han färdig kemiingenjör och senare fick han tjänst på Merkantila Ingenjörsbyrån (Mibis). 1950 blev han svensk medborgare och döptes samma år av Ingmar Bergmans far, Erik Bergman. Han fick patent på en vattenreningsmetod och övertog 1955 Mibis sedan bolaget hamnat i en finansiell kris. Året därpå gifte han sig med skådespelerskan Ingrid Thulin. 1960 sålde han företaget till Bonnierföretagen (Bofö) och blev genom det ekonomiskt oberoende.
Som kulturskribent började sin bana inom filmens värld som filmkritiker. Han skrev i Bonniers Litterära Magasin 1948–1956 samt i Aftonbladet och Aftonposten. Han började då utveckla sitt återkommande krav på kvalitet, som senare skulle göra honom omstridd. Schein stod socialdemokratin nära och hans otaliga debattinlägg inom vitt skilda ämnesområden hade ofta ett socialdemokratiskt perspektiv. På 1940-talet anslöt han sig till den fristående vänsterintellektuella organisationen Clarté. 

### Svenska Filminstitutet

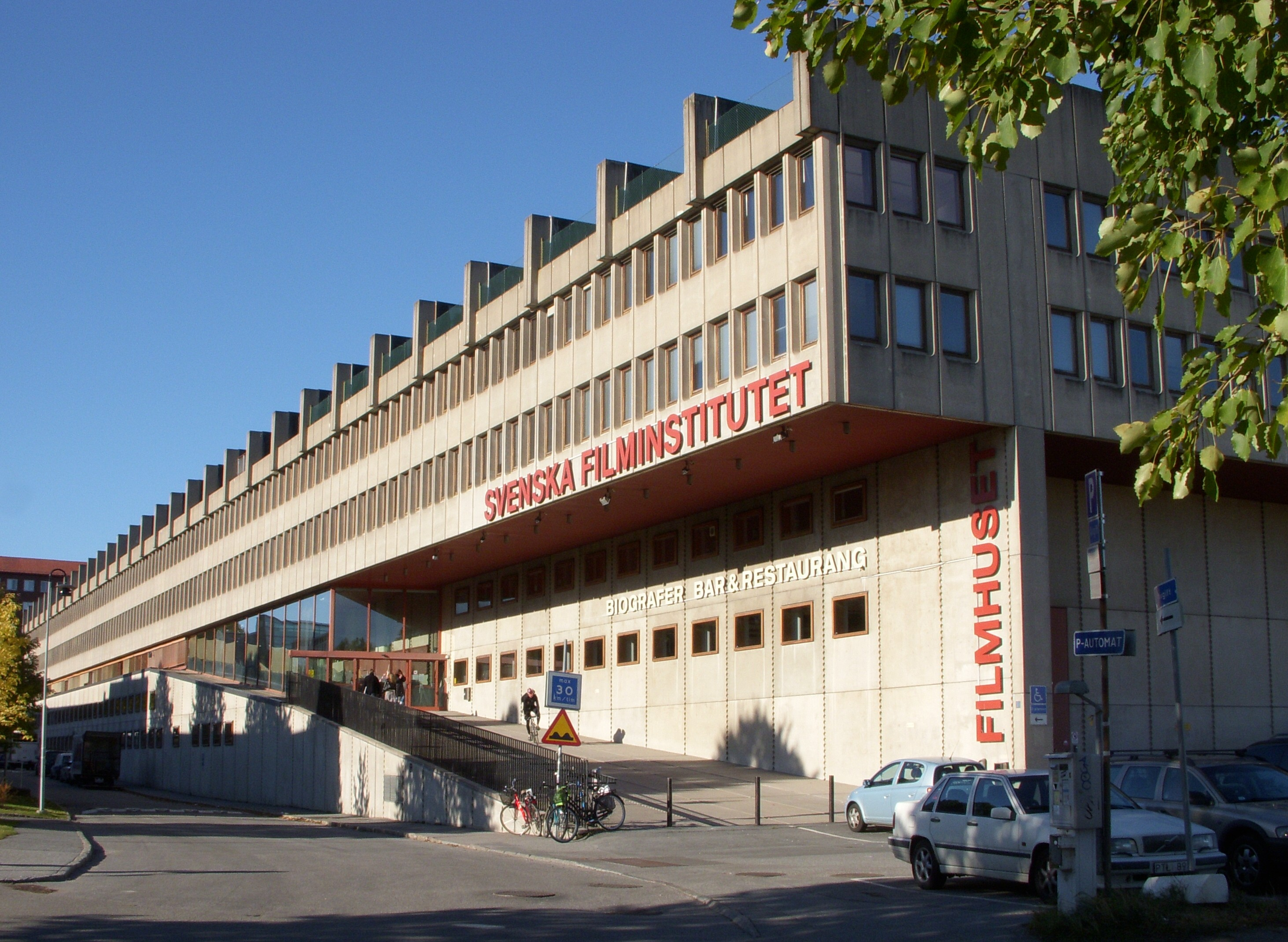
Filmhuset byggdes under Scheins tid som vd på Svenska Filminstitutet.

Schein blev en nyckelperson inom svensk film, då han i början av 1960-talet drev igenom skapandet av Svenska Filminstitutet, inklusive Sveriges första riktiga filmskola, sedermera Dramatiska Institutet. Han var institutets förste chef (vd 1963–1970 samt 1972–1978, styrelseordförande 1970–1978). Han var också initiativtagare till den för ny svensk film viktiga filmreformen 1963, vilken innebar att tio procent av biljettintäkterna från biograferna gick till Svenska Filminstitutet.
Schein var 1971–1976 aktiv som utredare på Utbildningsdepartementet och blev efter avslutad verksamhet vid Filminstitutet åren 1983–1987 vd för Sveriges investeringsbank. Han var också några år ordförande i STIM och Sveriges Radio. Harry Schein var även under många år en flitig debattör i tidningar och hade under 1980-talet en egen kolumn i Dagens Nyheter. 1980 utkom hans självbiografi, Schein.
Han var också en tidig mediavisionär. I sin debattbok, Inför en ny mediapolitik (1972), diskuterar han idéer för bredband, interaktivitet och demokrati. I boken påpekar Schein vad han anser vara faran med kommersiell "kabel-television" och föreslår för tiden och socialdemokratin typiskt storskaliga lösningar.

## Harry Schein och svensk filmpolitik

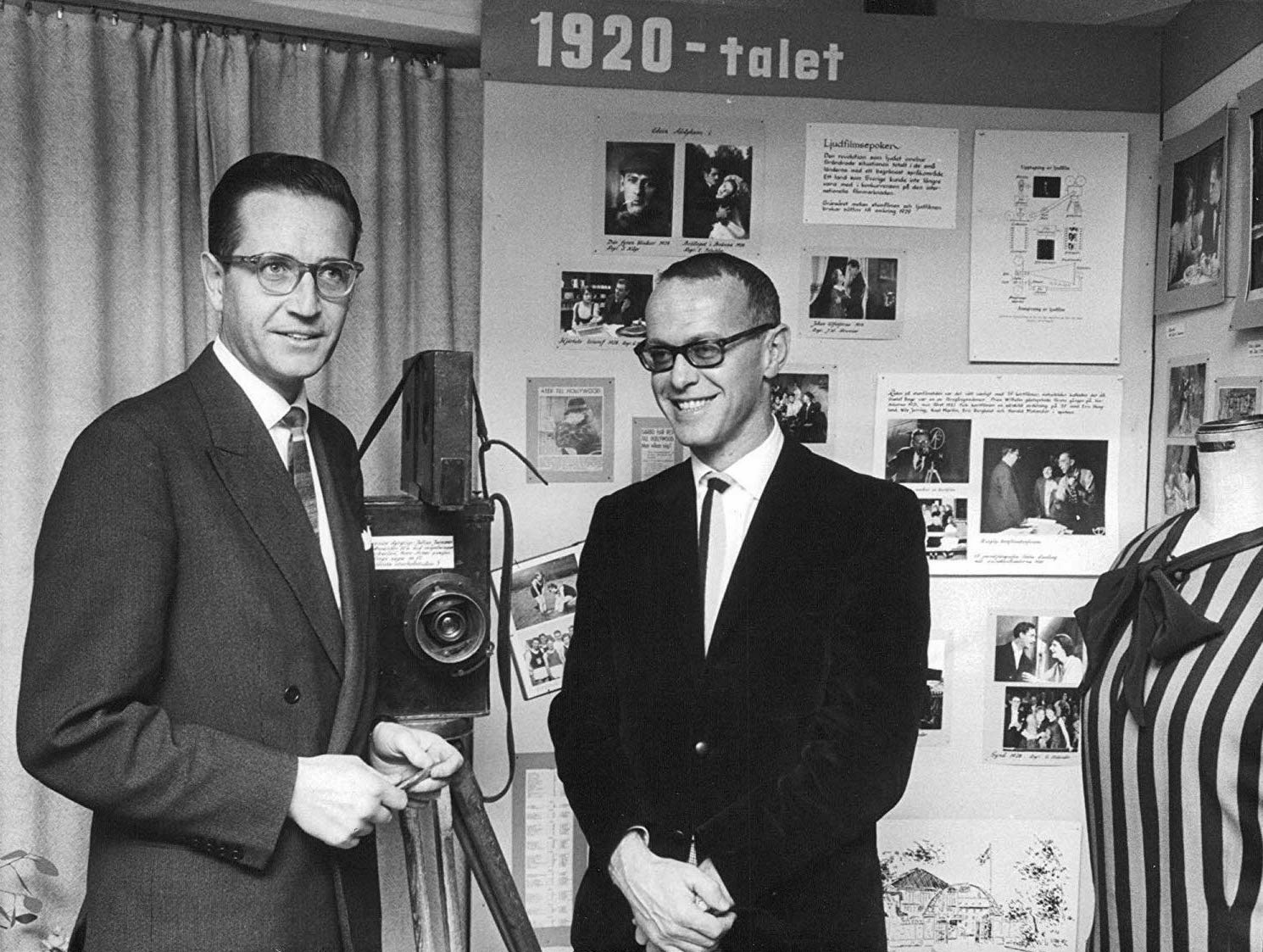
Kenne Fant (t. v.) och Harry Schein besöker utställningen "Svensk filmkavalkad" på Sundbybergs stadsbibliotek 1963.

Som socialdemokrat byggde sig Schein ett omfattande nätverk bland ledande politiker, andra makthavare och kända kulturpersonligheter. Han var sedan 1950-talet vän till Olof Palme och var dennes tennispartner under många år. Dessa nätverk spelade stor roll när han drog upp riktlinjerna för skapandet av Filminstitutet. Med debattboken Har vi råd med kultur (1962)  framförde han sin kvalitetskultursyn. 

### Filmreformen
Filmreformen innebar början på en ny era av svensk filmproduktion. Genom att finansminister Gunnar Sträng och Krister Wickman tillsammans med Schein drev fram en slopad nöjesskatt för biografer kunde reformen bli verklighet. I stället skulle 10 procent av biobiljettpriset gå till det nybildade Svenska Filminstitutet. Detta kom att garantera en kontinuerlig svensk filmproduktion under de följande decennierna, en produktion inspirerad av bland annat den franska ”Nya vågen” och förändrad samhällssyn, med plats även för ”smalare” filmer och experiment. Tiden efter filmreformen blev till en början en framgång för svensk film med Ingmar Bergman, Bo Widerberg och Jan Troell som största namn och en ny filmestetik.
Med Filminstitutet följde Filmskolan, tidskriften Chaplin, ett filmbibliotek och ett filmarkiv. Många lovande regissörer kom att debutera åren efter 1963 som Mai Zetterling, Roy Andersson, Kjell Grede, Jonas Cornell, Janne Halldoff, Johan Bergenstråhle, Jörn Donner och Vilgot Sjöman. 
Så småningom blev Ingmar Bergman och Schein nära vänner, men i början var Schein kritisk till många av hans filmer. Trots det var Bergman nog den ende som inrymdes i Scheins krävande kvalitetsbegrepp:
”Avgörande för kvalitetsbedömningen kan således bli en rad av varandra oberoende faktorer, såsom förnyelse av uttrycksmedel och formspråk, angelägenhetsgraden i filmens ärende, intensiteten eller fräschören i dess verklighetsuppfattning eller samhällskritik, graden av psykologisk insikt och andlig nivå, lekfull fantasi eller visionär styrka, episka, dramatiska, lyriska värden, den tekniska skickligheten i manus, regi, spel samt övriga artistiska komponenter hos film.”

### Mitt i stormen
Scheins kvalitetskrav för produktionsstöd inriktades på ”konstnärligt värdefulla” filmer. Den samhällskritiska dokumentärfilmsformen, till exempel Stefan Jarls Dom kallar oss mods (1968), ansåg Schein var en angelägenhet för televisionen och inte för biografen. Striden med den så kallade filmvänstern upptog Harry Schein under stora delar av 1960-talet. 
Att han 1970 gick ifrån sin egen ståndpunkt, den att inte ge filmarna några hett efterfrågade förhandsstöd till produktioner, och ändå gav en halv miljon kronor i förhandsfinansiering av Ingmar Bergmans svårfinansierade men internationellt lovordade experimentfilm Viskningar och rop, väckte inte mindre kritik. Kritikerna mot Filminstitutet inrättade en alternativ distribution av kort- och dokumentärfilm, Filmcentrum, som blev utan stöd från Filminstitutet.
Schein utmålades som fiende till den breda och demokratiska filmen. Missnöjet med hans styre breddades och han avgick som vd 1970 för att bli arbetande styrelseordförande med i praktiken samma makt. Han återinsattes dock som vd och styrelseordförande 1972–1978.
Den svenska filmens nyväckta entusiasm stagnerade alltmer under 1970-talet. Ett nytt filmavtal med i grunden samma innehåll som det tidigare vad gäller ”kvalitet” och efterhandsstöd blev ingen räddning. 1978 avgick Harry Schein och lämnade filmbranschen.

## Privatliv
1989 skilde sig Schein från Ingrid Thulin. Makarna var sedan länge separerade och bodde i olika länder men förblev livet ut goda vänner. De var barnlösa. 
Strax före sin död 2006 led han av den alkoholrelaterade demenssjukdomen Wernicke-Korsakoffs syndrom.

## Efterspel
Harry Schein efterlämnade enligt bouppteckkningen en förmögenhet på omkring 30 miljoner kronor men hade inga barn som kunde ärva. Efter hans död i februari 2006 företeddes två testameneten, det ena inlämnat av hans advokat, det andra funnet fasttejpat under en bänkskiva i Scheins kök, upprättade i augusti respektive september 2005. Augustitestamentet hade Scheins väninna Eva Fischer som huvudarvinge, det från september gynnade ett par som varit grannar till Schein i Danderyd. Den rättsliga behandlingen i såväl Attunda tingsrätt som i Svea hovrätt förde till att septembertestamentet underkändes och att Eva Fischer blev huvudarvtagare efter Harry Schein.
I februari 2012 utsattes Scheins villa i Danderyd för en anlagd brand. En person som stod som köpare av villan har fått ett flerårigt fängelsestraff för detta förhållande.

## I populärkulturen
2017 producerades dokumentärfilmen Citizen Schein som handlar om Harry Scheins liv och karriär.